# Tobia Bezzola
Tobia Bezzola (* 11. Februar 1961 in Bern) ist ein Schweizer Kunsthistoriker. Er war von 2013 bis Ende 2017 Direktor des Museums Folkwang in Essen und ist seit 2018 Direktor des Museo d’arte della Svizzera italiana in Lugano. Am Kunsthaus Zürich wurde er bekannt als Kurator von Ausstellungen zur Kunst der Moderne und der Gegenwart sowie zu Fotografie und Video. Bezzola ist Mitglied der Association of Art Museum Curators und seit August 2018 Präsident von ICOM Schweiz.

## Ausbildung
Tobia Bezzola studierte Kunstgeschichte und Philosophie an den Universitäten Bern und Zürich mit Studienaufenthalten in Paris und Rom.
Ab 1990 war er wissenschaftlicher Assistent unter Hermann Lübbe am Philosophischen Seminar der Universität Zürich und wurde 1992 mit dem Thema Die Rhetorik bei Kant, Fichte und Hegel. Ein Beitrag zur Philosophiegeschichte der Rhetorik promoviert.
Im selben Jahr trat er eine Stelle als Assistent des Ausstellungsmachers Harald Szeemann an, der ab 1981 als «permanenter freier Mitarbeiter des Kunsthauses Zürich» diverse Ausstellungen kuratierte. Ab 1995 war Bezzola beim Kunsthaus Zürich fest angestellt.

## Kunsthaus Zürich
Von 1995 bis 2012 betreute Bezzola als Kurator über 30 Ausstellungen für das Kunsthaus Zürich. Er erweiterte das Programm um oft unkonventionelle Themen, beispielsweise 2001/2002 mit einer grossen Wechselausstellung zur Rezeption des Marquis de Sade im Surrealismus.
Für die Vorführung der 24-stündigen Videoarbeit The Clock von Christian Marclay blieb das Museum 2011 vorübergehend rund um die Uhr für Besucher geöffnet.
2001 übernahm Bezzola die Leitung der Abteilung Ausstellungen. Es folgten diverse Publikumsmagnete wie die grosse Picasso-Schau im Winter 2010/2011 und das grafische Werk von Edvard Munch, das anlässlich seines 150. Geburtstages im Winter 2013/2014 ausgestellt wurde.
Im Rahmen kleinerer Ausstellungen behandelten Bezzolas Projekte u. a. das Verhältnis von Skulptur und Fotografie, so in der Ausstellung «FotoSkulptur» im Frühjahr 2011, und im Winter 2012/2013 präsentierte er erstmals das weitgehend unbekannte, druckgrafische Werk des französischen Malers Paul Gauguin einer breiten Öffentlichkeit. Zum Jahresende 2012 verliess Bezzola das Kunsthaus Zürich.

## Museum Folkwang
Als Bezzola im Januar 2013 die Leitung des Essener Folkwang Museums übernahm, befand sich dieses sowohl in einer finanziellen als auch einer Identitätskrise. Während sein Vorgänger Hartwig Fischer sich vor allem um den gross angelegten Neubau verdient gemacht hatte, war die Ausarbeitung eines inhaltlichen Profils für das Museum versäumt worden.
Und nach der Eröffnung des Neubaus im Jahr der Kulturhauptstadt 2010 war das Budget mit gleich zwei grossen Wechselausstellungen, «Das schönste Museum der Welt» und «Die Impressionisten in Paris», derart strapaziert, dass der neugebaute, grosse Ausstellungssaal die meiste Zeit leer stand.
Bei Bezzolas Amtsantritt als Direktor war noch keine der Ausstellungen für 2013 finanziert.

### Neues Konzept
Um die Museumsräume künftig optimal bespielen zu können, reduzierte Bezzola die bisher zwölf kleineren Ausstellungsprojekte pro Jahr in den Sammlungsräumen des Folkwang Museums und ermöglichte mit den freiwerdenden Kapazitäten drei bis vier grosse Wechselausstellungen anstatt wie bis anhin nur eine.
Da das Sponsoring-Modell des Folkwang Museums vorsieht, dass die Gönner ihre Investition aus den Einnahmen der geförderten Ausstellung zurückerhalten, bemühte sich Bezzola zudem intensiv um neue Geldgeber, um sich ein Stück weit von der inhaltlichen Einflussnahme der Schirmherren zu befreien. So konnten nun auch Ausstellungen zu ausgefalleneren Themen gezeigt werden, die nicht von vornherein kommerziellen Erfolg garantierten; so z. B. die Werkgruppe Frauen von Thomas Schütte im Winter 2013/2014.
Die Initiative «Eintrittsfreier Samstag», die seit April 2015 an jedem dritten Samstag im Monat den Eintrittspreis in die Sammlungsräume erlässt, konnte er mithilfe einer Reihe kleinerer Sponsoren lancieren, die jeweils einen Samstag finanzierten.
Zudem öffnete er das Programm des Museums, das fast ausschliesslich Themen der Klassischen Moderne gezeigt hatte, auch für grössere Ausstellungen zur Fotografie und zeitgenössischen Kunst und bemühte sich mit mehr Veranstaltungen um ein jüngeres Publikum.

### Kritik
Bereits ein Jahr nach seinem Wechsel nach Essen geriet der Schweizer mit einer geplanten Balthus-Ausstellung, die das Verhältnis von Fotografie und Malerei illustrieren sollte, in die Kritik. Balthasar Kłossowski de Rola – genannt Balthus – war im hohen Alter nicht mehr in der Lage gewesen zu malen und hatte stattdessen zu fotografieren begonnen. In der geplanten Ausstellung sollten Polaroids der minderjährigen Anna Wahli zu sehen sein, die dem Künstler bereits mit acht Jahren Modell gesessen hatte. Da das Mädchen auf den Fotos teilweise unbekleidet und in zweideutigen Posen zu sehen war, wurden die Fotografien von der Die Zeit|Zeit als «Dokumente pädophiler Gier» angeprangert. Das Museum Folkwang konsultierte daraufhin das Jugendamt und entschied, die Ausstellung nicht zu zeigen.
Die Absage löste eine Pädophilie-Debatte aus, die sich bis weit über die Landesgrenze erstreckte. Die Libération warf den deutschen Behörden Zensur vor. Die Südwest Presse titelte «Die Lüsternheit liegt im Auge des Betrachters» und verwies auf die Tausende nackter Putten in Barock-Kirchen. Auch Markus Heinzelmann, Leiter des Museums Morsbroich in Leverkusen, und Gerhard Finckh, Direktor des Von der Heydt-Museums in Wuppertal, warnten davor, etablierte Kunst zu zensieren; das Problem liege nicht im Werk, sondern beim Rezipienten.

### Besucherrekord 2014
Bezzolas neues Profil für das Museum Folkwang bestätigte sich bereits im ersten Jahr. 2014 übertrafen die Besucherzahlen die Viertelmillion-Marke und bescherten dem Museum das erfolgreichste Jahr seit der Eröffnung 2010. Mit 250'273 Eintritten erreichte es 42 Prozent mehr Besucher als im Vorjahr. Allein zur Sonderausstellung «Parallele Gegensätze» über Karl Lagerfeld kamen 81'927 Gäste.
Erfolgreicher war nur die Japonismus-Ausstellung Inspiration Japan mit knapp 100'000 Besuchern, die das Folkwang Museum an Bezzolas alten Arbeitgeber, das Kunsthaus Zürich, weiterverkaufte, wo sie aufgrund des grossen Besucherandrangs um zwei Wochen verlängert wurde.
Dass die ca. 4000 Veranstaltungen im Jahr 2014 auch zunehmend von jüngeren Besuchern und Schülergruppen genutzt wurden, schlug sich in einer Bilanz von 63'000 Teilnehmern nieder.

### Gratiseintritt seit Juni 2015
Nach dem grossen Erfolg des eintrittsfreien Samstags – der erste Gratis-Samstag war mit 4'479 Gästen der besucherstärkste Tag des Jahres 2014 gewesen – gelang es Bezzola im Juni 2015, die Krupp-Stiftung für die Spende von einer Million Euro zu gewinnen, mit der per sofort der permanente Gratiseintritt in die Sammlungsräume finanziert werden konnte.
Diese Entscheidung sorgte international für Aufsehen. Die meisten Ausstellungshäuser beschränken ihr kostenloses Angebot auf bestimmte Tage und Altersgruppen. Bislang haben lediglich einige britische Nationalmuseen wie z. B. die Tate Modern den komplett freien Eintritt eingeführt.
Das Museum Folkwang erliess als erstes deutsches Museum seiner Grössenordnung dauerhaft den Eintrittspreis und übernahm damit eine bundesweite Vorreiterrolle in der Museumslandschaft.
Im Juni 2017 war bekannt geworden, dass Bezzola die Leitung des Museums Folkwang zum Ende des Jahres niederlegen werde. Im Januar 2018 übernahm er die Leitung des Museo d’arte della Svizzera italiana (MASI) in Lugano.

## Ausstellungen (Auswahl)
- Alberto Giacometti. Museum of Modern Art, New York City, 11. Oktober 2001 bis 8. Januar 2002
- Sade, Surreal – Der Marquis de Sade und die Erotische Fantasie des Surrealismus in Text und Bild. Kunsthaus Zürich, vom 30. November 2001 bis 3. März 2002
- Ferdinand Hodler. Landschaften. Kunsthaus Zürich, 5. März bis 6. Juni 2004
- André Breton. Dossier Dada. Kunsthaus Zürich, 9. Dezember 2005 bis 19. Februar 2006
- Edward Steichen: In High Fashion. Seine Jahre bei Condé Nast 1923–1937. Jeu de Paume, Paris, 9. Oktober bis 30. Dezember 2007; Art Gallery of Ontario, Toronto, Herbst 2009
- Franz Gertsch. Seasons – Works 1983 to 2011. Kunsthaus Zürich, 10. Juni bis 18. September 2011
- Picasso. Die Erste Museumsausstellung 1932. Kunsthaus Zürich, 15. Oktober 2010 bis 30. Januar 2011
- Thomas Struth. Fotografien 1978–2010. Kunsthaus Zürich, 11. Juni bis 12. September 2010; Museu Serralves, Museu de Arte Contemporânea, Porto, 14. Oktober 2011 – 29. Januar 2012
- Noritoshi Hirakawa: Unión de … Christophe Guye Galerie, Zürich, 2. Juni bis 4. August 2012

## Buchveröffentlichungen, Ausstellungskataloge (Auswahl)
- Die Rhetorik bei Kant, Fichte und Hegel – ein Beitrag zur Philosophiegeschichte der Rhetorik. Niemeyer, Tübingen 1993 (= Rhetorik-Forschungen. Bd. 5). Dissertation Uni Zürich 1992.
- Sade, surreal: der Marquis de Sade und die erotische Fantasie des Surrealismus in Text und Bild. Hatje Cantz, Ostfildern-Ruit 2001, ISBN 3-7757-1065-5.
- André Breton: Dossier Dada. Hatje Cantz, Ostfildern-Ruit 2005, ISBN 3-7757-1731-5.
- mit Linda Schädler: Fest der Farbe. Die Sammlung Merzbacher-Mayer. Dumont, Köln 2006, ISBN 3-8321-7683-7.
- Harald Szeemann – with by through because towards despite. catalogue of all exhibitions 1957–2005. Ed. Voldemeer, Zürich / Springer, Wien/New York 2007, ISBN 978-3-211-83632-3.
- Hot spots: Rio de Janeiro, Milano – Torino, Los Angeles, 1956 bis 1969. Steidl, Göttingen 2009, ISBN 978-3-86521-905-3.
- Franz Gertsch – seasons: works 1983 to 2011. Kerber, Bielefeld/Leipzig/Berlin 2011, ISBN 978-3-86678-520-5.
- Picasso. Die erste Museumsausstellung 1932. Prestel, München/Berlin/London/New York 2010, ISBN 978-3-7913-5068-4.
- Thomas Struth: Fotografien 1978–2010. Zürcher Kunstgesellschaft, Zürich 2010, ISBN 978-3-906574-60-8.
- Noritoshi Hirakawa: Unión de … interactional casa Barragán. Hatje Cantz, Ostfildern 2012, ISBN 978-3-7757-3432-5.